# Ralph Edwards
Ralph Livingstone Edwards, född 13 juni 1913 i Merino i Colorado, död 16 november 2005 i Los Angeles i Kalifornien, var en amerikansk radio- och TV-programledare och producent, mest känd för sin gameshow Truth or Consequences och This Is Your Life, vars koncept spreds till flera olika länder, däribland Sverige och Här är ditt liv.

## This Is Your Life
År 1948 skapade, producerade och programledde Edwards This Is Your Life på NBC Radio. Programmet flyttade till NBC-TV 1952 och sändes sedan där i omgångar fram till och med 1993. Varje vecka skulle Edwards överraska någon intet ont anande person (oftast en känd person, men ibland även en helt vanlig medborgare). I programmet avhandlades sedan huvudpersonens privata och yrkesmässiga liv framför tv-publiken, ofta kom personer från deras förflutna att medverka som gäster. 
TV-programmet lockade till sig intresse, delvis på grund av att identiteten på personen som skulle medverka inte avslöjades förrän precis innan programmet började sändas. Under det halvtimmeslånga programmet vägledde Edwards tittarna genom de berättelser och gäster som presenterades, tog hand om gästerna på och utanför scenen, och så småningom bad han hedersgästen att berätta något personligt minne. Edwards betonade gärna det sentimentala, vilket tilltalade TV-tittarna. Hans hyllningar av hedersgästen, där han ofta berättade om någon heroisk uppoffring eller tragisk händelse, ledde ofta till att publiken (och ibland även huvudpersonen) rördes till tårar. 
Kända personer som medverkat i This Is Your Life genom åren är bland andra Mack Sennett, Marilyn Monroe, Boris Karloff, Donna Reed, Nat King Cole, Ethel Merman, Ernest Borgnine, Frances Farmer, Frank Capra, Gloria Swanson, Vincent Price, Lou Costello, Stan Laurel och Oliver Hardy, Bob Hope, Maureen O'Hara, Andy Griffith, Connie Francis, Buster Keaton, Ann-Margret, Billy Barty, Bette Davis, Carl Reiner, Tim Conway, Debbie Reynolds, Phil Harris, Dick Van Dyke, Shirley Jones, Johnny Cash, Jackie Coogan, Betty White, Mickey Rooney, Jayne Mansfield, Kirk Douglas, Isabel Sanford, Scatman Crothers och Carol Channing. 

## Utmärkelser
För sina bidrag till radio- och TV-industrin har Edwards tilldelats två stjärnor på Hollywood Walk of Fame, den ena på 6116 Hollywood Boulevard (radio) och den andra på 6262 Hollywood Boulevard (TV). Båda invigdes den 8 februari 1960.
Edwards blev invald i USA:s National Radio Hall of Fame år 1995.